# Æscwine de Essex

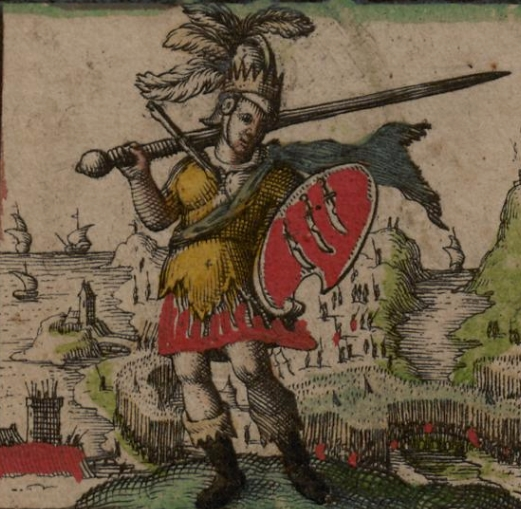
Representación imaginaria de Æscwine de John Speed.

Æscwine, o Erkenswine, en las genealogías reales anglosajonas está listado como el primer rey de Essex. Si realmente existió, debió haberlo hecho durante el siglo VI.
Hay muy poca evidencia disponible acerca de su existencia. Su nombre Æscwine primero aparece en una genealogía sajona qué es preservada en la Biblioteca Británica Add. MS 23211, presumiblemente del siglo IX tardío. En esta genealogía dice que fue hijo de Offa, hijo de Bedca, hijo de Sigefugl, hijo de Swæppa, hijo de Antsecg, hijo de Gesecg, hijo de Saxnot (dios de los sajones), este último hijo de Odín.
La información más profunda es suministrada por trabajos de historiadores que escriben en los siglos XII y XIII, por ejemplo: Enrique de Huntingdon Historia Anglorum, Roger de Wendover Flores Historiarum y Mateo de París Chronica Majora. Estos, sin embargo, sustituyen el nombre Æscwine con Erkenwine. Según estos relatos, Erkenwine fue padre de Sledd.
Roger de Wendover y Matthew Paris afirman que Erkenwine fundó el reino de Essex en 527 y reinó desde aquel año hasta 587, año de su muerte y sucesión por parte de su hijo Sledd. La extensión de su reinado parece improbable para ese tiempo. Alternativamente, las genealogías incluidas en los trabajos de William de Malmesbury y John de Worcester (Chronicon B) sugieren que Sledd fue el primer rey de Essex y en la Biblioteca Británica Add las genealogías sugieren reyes más tardíos como Offa, Sigered y Swithred. 